# Karl Spiegel (Politiker, 1868)

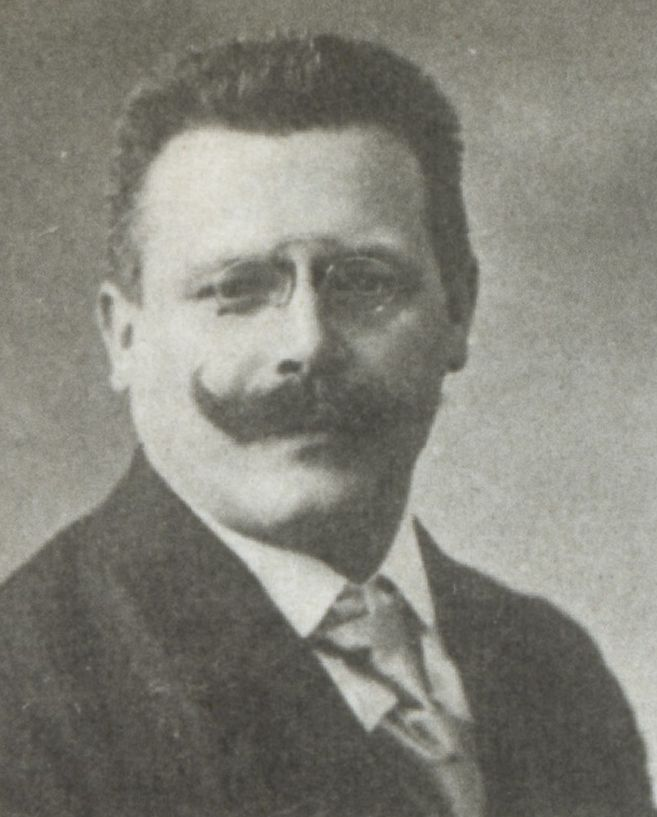
Karl Spiegel als Reichstagsabgeordneter 1912

Karl Spiegel (* 4. Mai 1868 in Hilden, Kreis Mettmann ; † 22. Juli 1932 in Bielefeld) war ein deutscher Gewerkschafter und sozialdemokratischer Politiker. Zwischen 1912 und 1930 war er mehrmals Mitglied des Deutschen Reichstags.

## Leben
Spiegel war Sohn eines Kleinhändlers. Er absolvierte nach der Volksschule von 1882 bis 1885 eine Lehre zum Klempner. Anschließend ging er auf Wanderschaft und leistete 1888/89 seinen Militärdienst. Danach arbeitete er bis 1901 als Metallarbeiter.
Er trat 1887 der späteren SPD und einer freien Gewerkschaft bei. Im Jahr 1889 war er Mitbegründer einiger Fachvereine. Zwischen 1893 und 1898 war Spiegel Vorstandsmitglied der SPD. Zwischen 1894 und 1901 saß er im Vorstand der Filiale des Deutschen Metallarbeiterverbandes in Düsseldorf. Von 1910 bis 1920 war Spiegel hauptberuflich Bezirksleiter des DMV für Rheinland und Westfalen. Danach war er Bezirksleiter für die Regierungsbezirke Minden, Münster, Osnabrück sowie die lippischen Staaten mit Sitz in Bielefeld. Außerdem war er von 1905 bis 1920 Mitglied der gewerkschaftlichen Agitationskommission für Rheinland und Westfalen.
Von 1925 bis 1928 und von 1930 bis 1932 war Spiegel Gauvorsitzender des Reichsbanners Schwarz-Rot-Gold für den Bereich Westfalen-Ost.
Spiegel war von 1912 bis 1918 Mitglied des Reichstags im  Kaiserreich, von 1922 bis 1924 und von 1928 bis 1930 Mitglied Reichstags der Weimarer Republik.